# Самра, Николас
Николас Самра (род. 15 августа 1944, Патерсон, США) — епископ Мелькитской католической церкви, титулярный епископ Герасы с 22 апреля 1989 года по 15 июня 2011 года, вспомогательный епископ епархии Пресвятой Девы Марии Благовещения в Ньютоне с 22 апреля 1989 года по 11 января 2005 года, епископ епархии Пресвятой Девы Марии Благовещения в Ньютоне с 15 июня 2011 года.

## Биография
Николас Самра родился 15 августа 1944 года в городе Патерсон, штат Нью-Джерси, США. После получения богословского образования Николас Самра 10 мая 1970 года был рукоположён в священника, после чего служил в различных мелькитских приходах в Лос-Анджелесе, Чикаго и Нью-Джерси.
22 апреля 1989 года Римский папа Иоанн Павел II назначил Николаса Самру титулярным епископом Герасы и вспомогательным епископом епархии Пресвятой Девы Марии Благовещения в Ньютоне. 6 июля 1989 года состоялось рукоположение Николаса Самры в епископа, которое совершил мелькитский архиепископ Иосиф Элиас Тавил.
В начале июня 2011 года Синод Мелькитской католической церкви выбрал Николаса Самру на кафедру епархии Пресвятой Девы Марии Благовещения в Ньютоне. 15 июня 2011 года Римский папа Иоанн Павел II утвердил решение Синода Мелькитской католической церкви.